# Cismon del Grappa
Cismon del Grappa är en ort och frazione i kommunen Valbrenta i provinsen Vicenza i regionen Veneto i Italien. 
Kommuenen upphörde den 30 januari 2019 när den tillsammans med Campolongo sul Brenta, San Nazario och Valstagna bildade kommunen Valbrenta. Den tidigare kommunen hade 906 invånare (2018).